# Vesica piscis

Strona z traktatu Elementy.

Vesica piscis (łac., dosł. „rybi pęcherz”) – krzywa o migdałowatym kształcie, zamknięta na płaszczyźnie, symetryczna względem swojego środka, powstała w geometrii euklidesowej przez przecięcie się dwóch okręgów o równych promieniach w taki sposób, że środek jednego okręgu leży na okręgu drugim.

## Konstrukcja

Vesica piscis (na czarno).

Przykładowe sposoby skonstruowania vesica piscis:
- Rysuje się okrąg o środku w punkcie A i promieniu R. Dowolny punkt B leżący na tym okręgu obiera się jako środek drugiego okręgu o promieniu R (czyli sięgającym punktu A). Część wspólna obu kół, których brzegami są te okręgi będzie mieć kształt vesica piscis.
- Dwa trójkąty równoboczne o bokach długości a rysuje się obok siebie tak, by miały jeden wspólny bok (zachodzi symetria osiowa względem prostej, na której leży ten wspólny bok), i z każdego z dwóch końców tego wspólnego boku zatacza się okrąg o środku w tym końcu i o promieniu równym a (czyli sięgającym pozostałych wierzchołków obu trójkątów)[2]. Część wspólna obu kół, których brzegami są te okręgi będzie mieć kształt vesica piscis.

Gdy długości promieni okręgów, z których skonstruowano vesica piscis równe są {\displaystyle R,} to:
- pole powierzchni ograniczonej przez tę krzywą wyraża się wzorem {\displaystyle {\tfrac {1}{6}}(4\pi -3{\sqrt {3}})\cdot R^{2}\approx 1{,}228369699\cdot R^{2}}[3];
- wysokość tej figury (odległość między jej najdalszymi punktami) wynosi {\displaystyle {\sqrt {3}}\cdot R\approx 1{,}732050808\cdot R}[3];
- szerokość (prostopadła do wysokości) tej figury wynosi {\displaystyle R;}
- długość krzywej jest równa {\displaystyle {\tfrac {4}{3}}\pi R\approx 4{,}188790204786\cdot R}[3].

W vesica piscis, podobnie jak w elipsie, długość cięciwy takiej, że jej środek jest zarazem środkiem symetrii figury, jest maksymalna i minimalna wzdłuż dwóch prostopadłych kierunków. Długości te nazwano w tym artykule odpowiednio wysokością i szerokością.

## Vesica piscisw kulturze
Motyw vesica piscis wykorzystywany był jako aureola (mandorla) otaczająca postać Chrystusa i świętych na obrazach we wczesnej sztuce chrześcijańskiej.

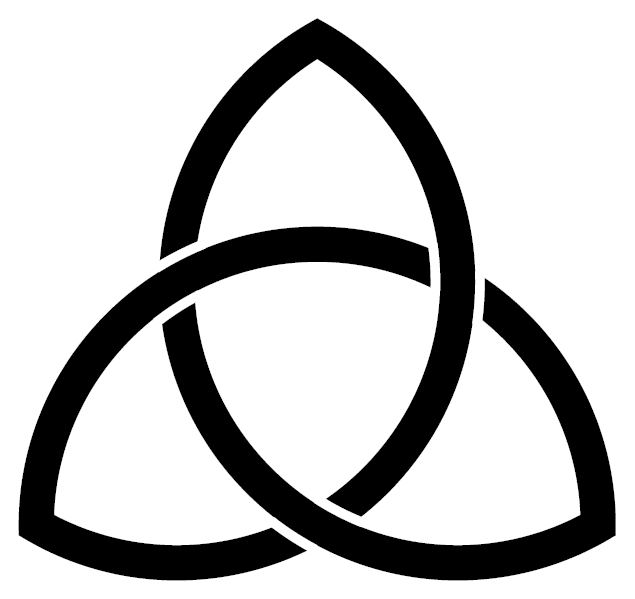
Triquetra złożona z trzech vesica piscis.
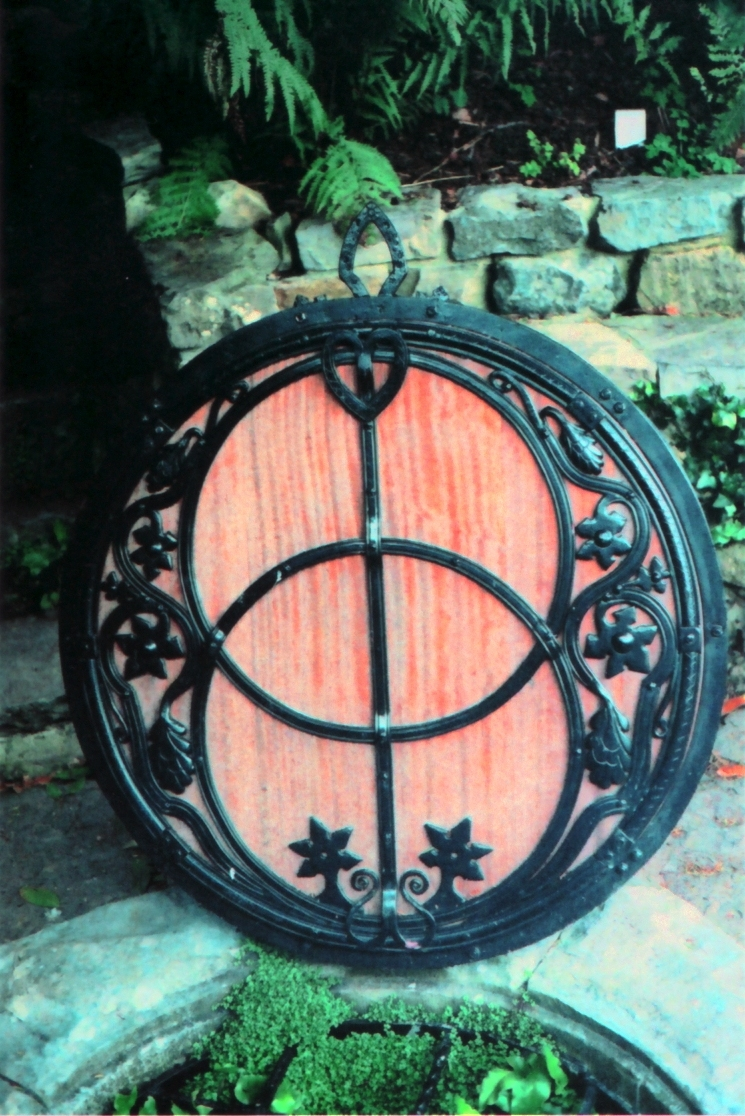
Pokrywa Studni Kielicha na Wzgórzu Glastonbury.
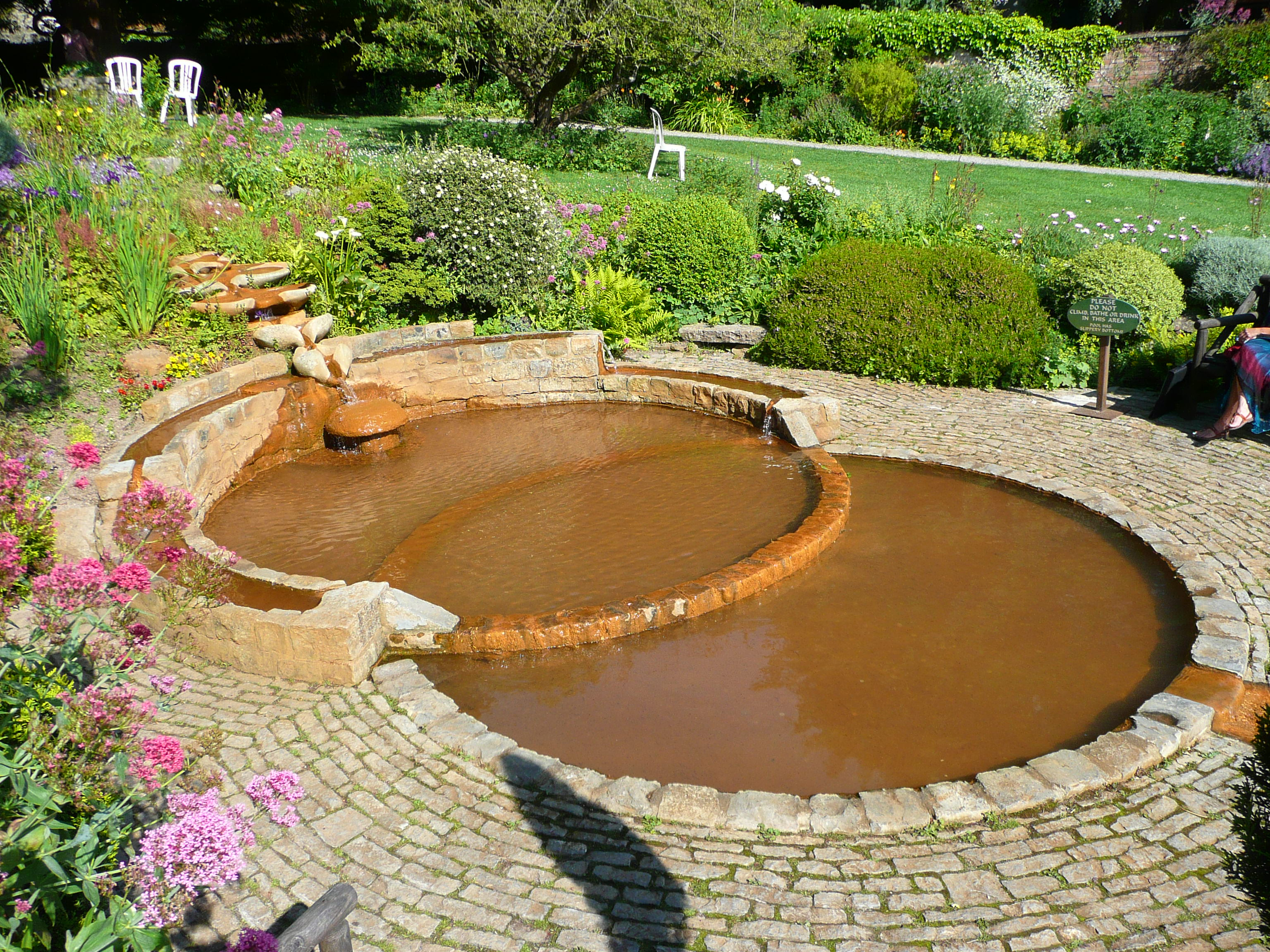
Sadzawka z motywem vesica piscis na Wzgórzu Glastonbury.
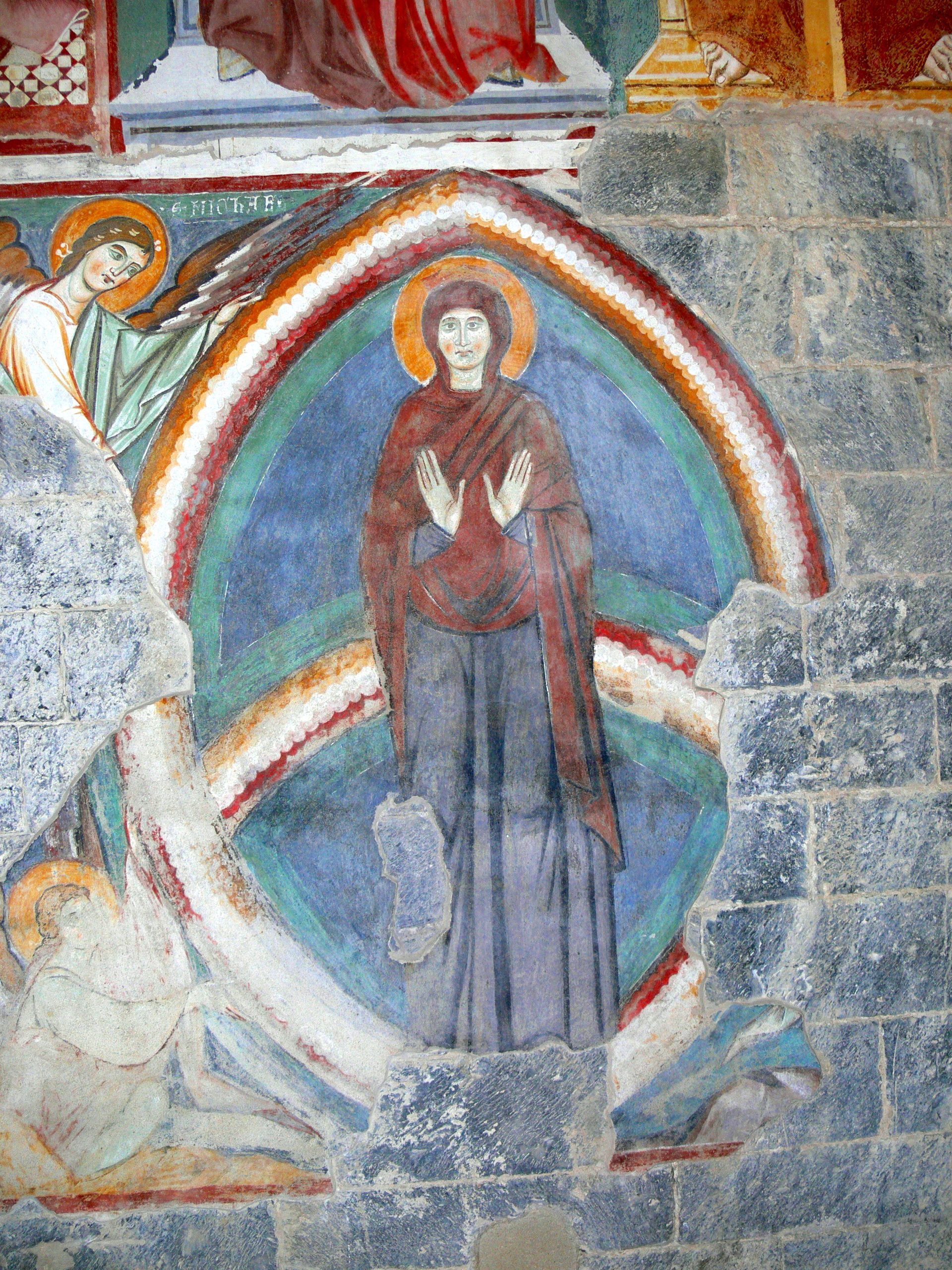
Vesica piscis jako mandorla otaczająca postać Madonny na fresku w kościele San Fedele w Como.
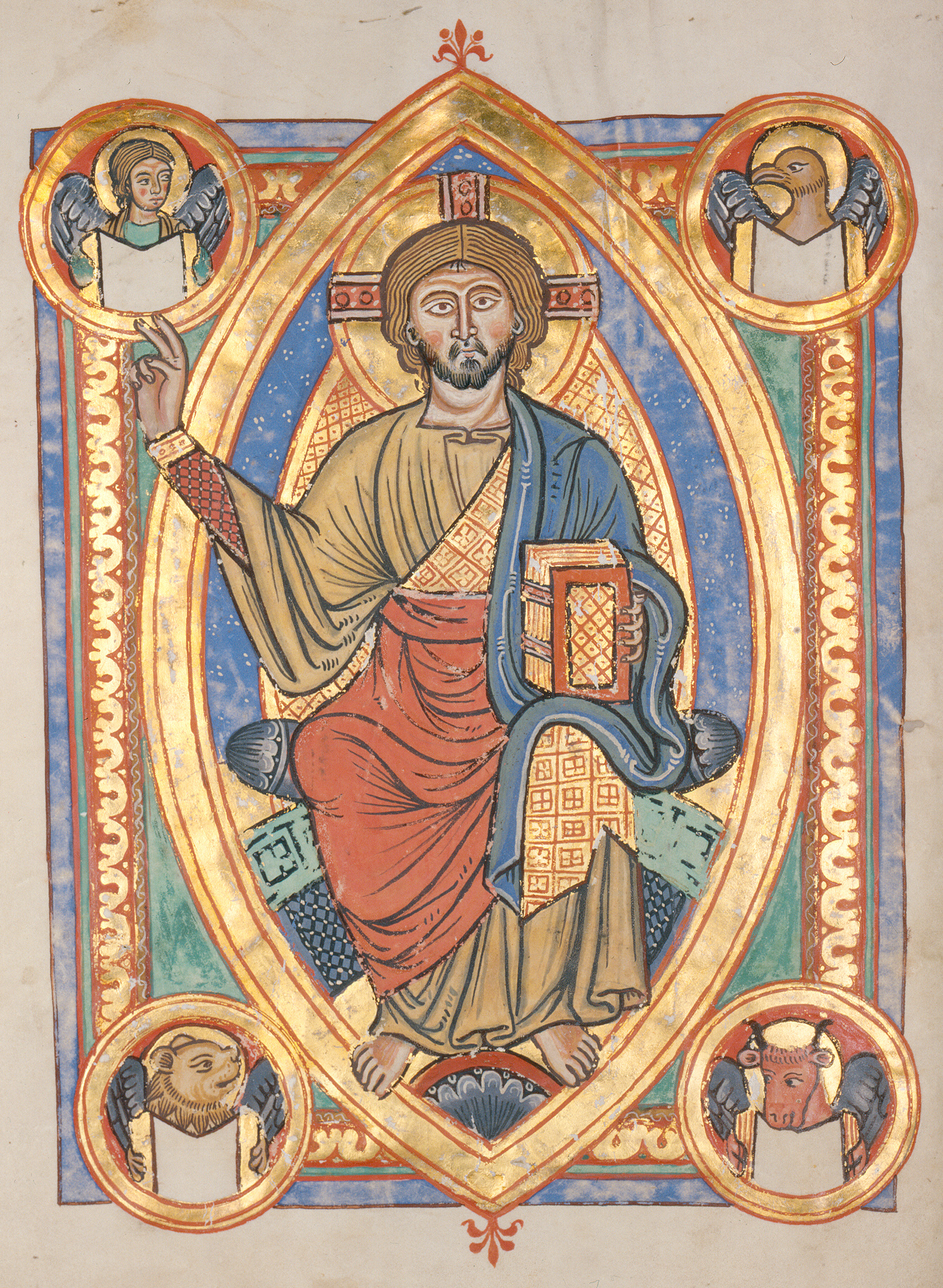
Vesica piscis jako mandorla otaczająca postać Chrystusa na średniowiecznym manuskrypcie. Badeńska Biblioteka Krajowa, Karlsruhe.
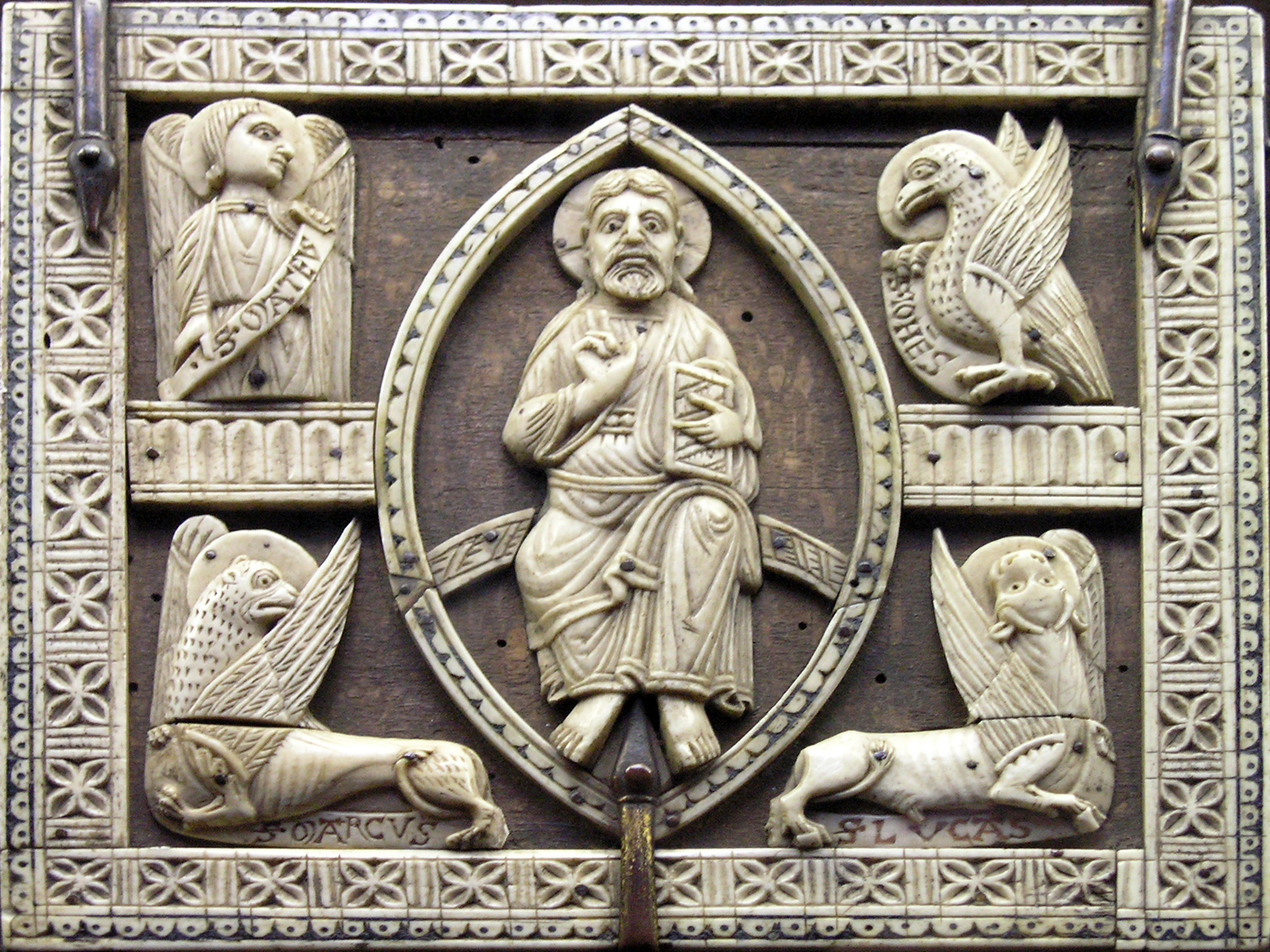
Vesica piscis jako mandorla otaczająca postać Chrystusa. Pokrywa skrzyneczki z XIII wieku, Musée de Cluny, Paryż.
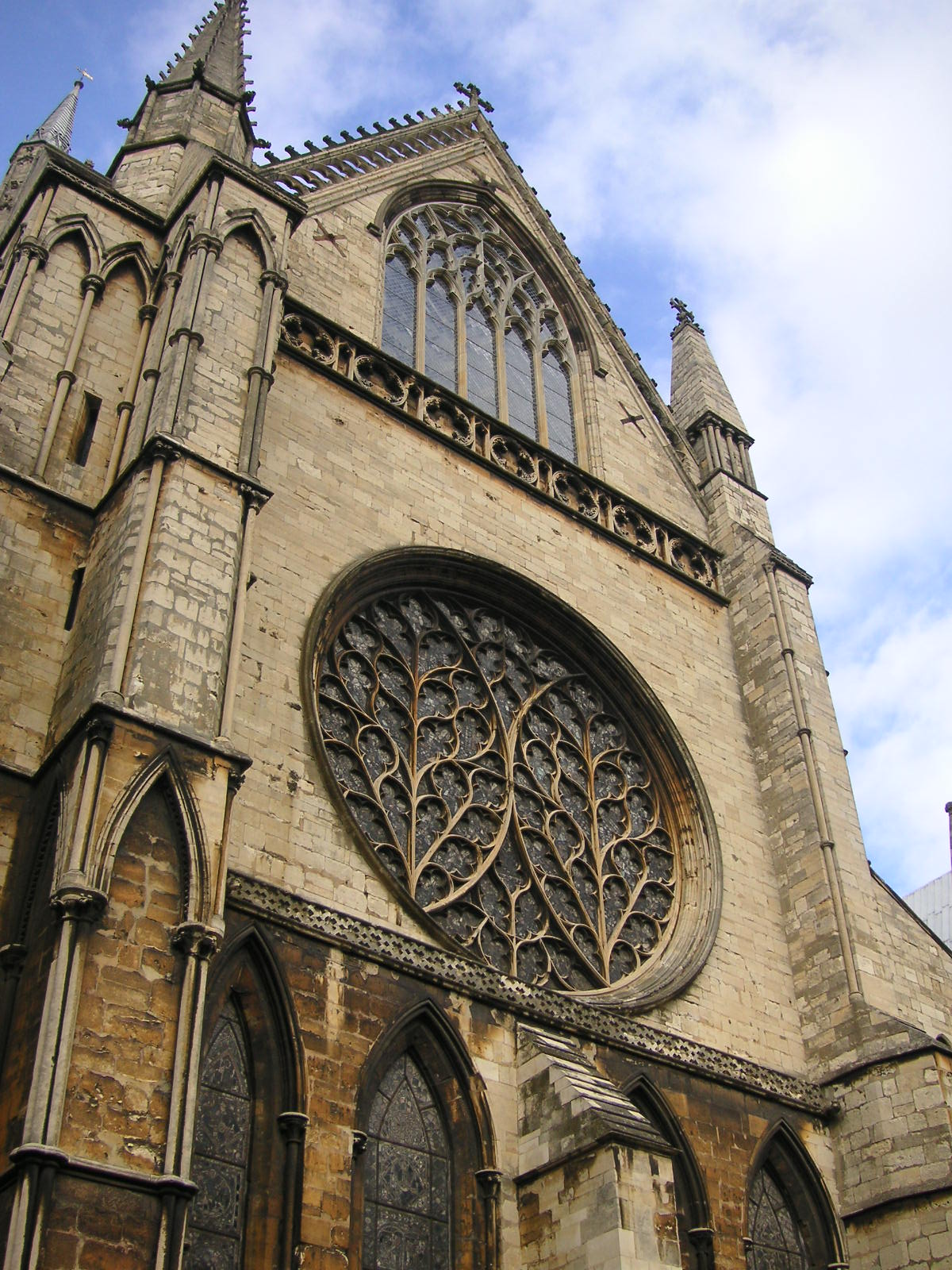
Rozeta w południowym transepcie Katedry w Lincoln. Oprócz vesica piscis o migdałowatym kształcie, widać także wykorzystanie motywu w kształcie pęcherza pławnego.
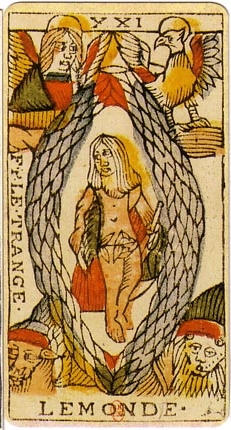
Karta „Świat” z talii Tarota Marsylskiego Jeana Dodala (XVIII wiek).
Godło Guamu.

W odcinku pt. „Power” (seria 4) telewizyjnego serialu Wzór, profesor Larry Fleinhardt omawia symbolikę religijną vesica piscis, gdy Charlie Eppes wspomina o tym, że konstruuje diagram Venna.